# Oxalis thompsoniae
Oxalis thompsoniae är en harsyreväxtart som beskrevs av B.J. Conn & P.G. Richards. Oxalis thompsoniae ingår i släktet oxalisar, och familjen harsyreväxter. Inga underarter finns listade i Catalogue of Life.